# Veit-Stoß-Realschule Nürnberg
Die Veit-Stoß-Realschule ist eine städtische Realschule in Nürnberg, die nach dem Nürnberger Bildhauer und -schnitzer Veit Stoß benannt ist.

## Geschichte

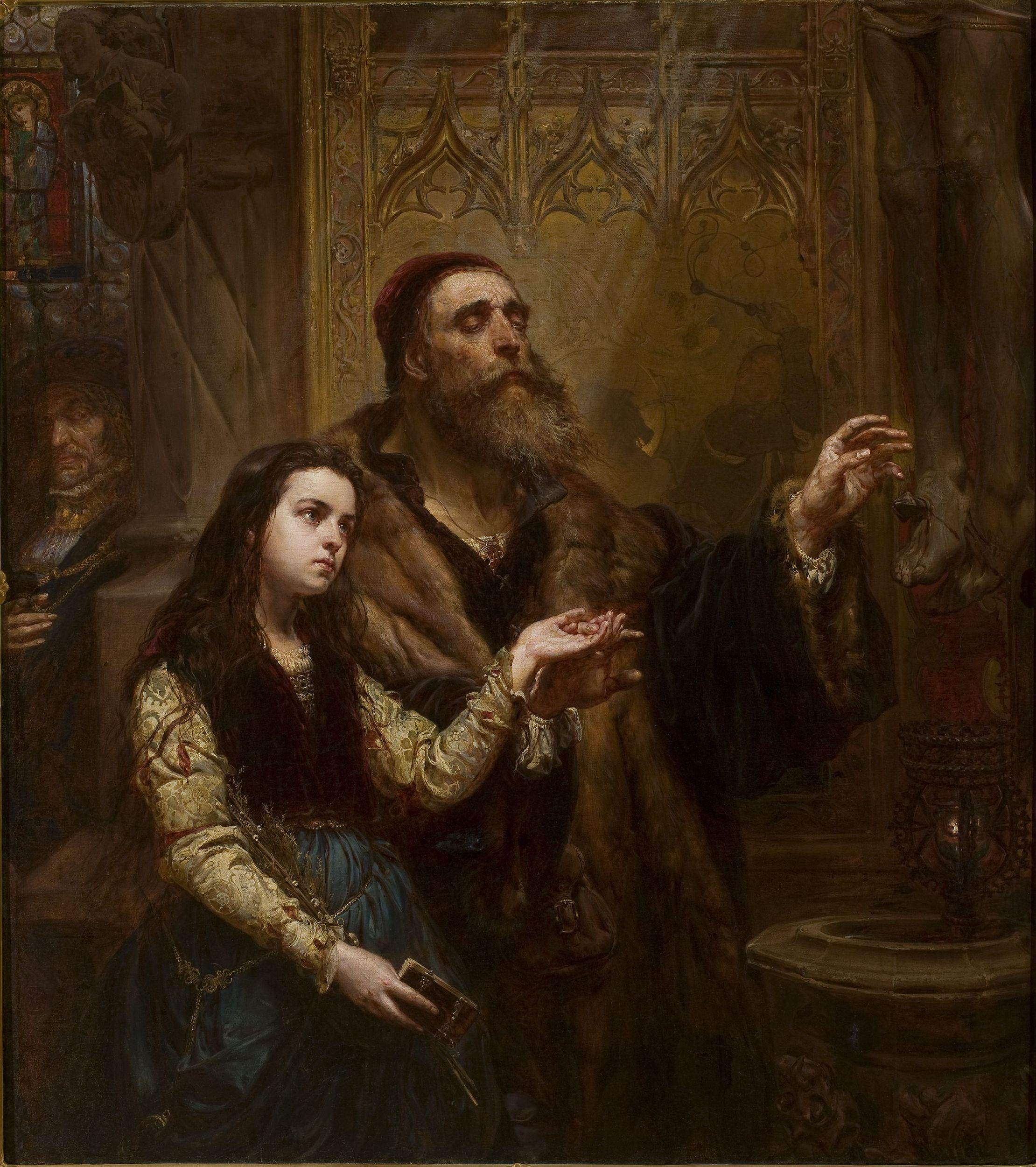
Der Namensgeber Veit Stoß mit Enkelin (Gemälde von Jan Matejko)

### Gründung
Um den wachsenden Schülerzahlen gerecht zu werden, wurde am 1. September 1965 die Veit-Stoß-Realschule als zweite städtische Realschule nach der Peter-Vischer-Schule eröffnet. Die Schule nutzte zunächst unter dem Namen Realschule Süd das Schulhaus in der Gibitzenhofstraße 151, ehe sie noch im ersten Schuljahr nach Veit Stoß benannt wurde. Im selben Jahr wurde ein Sprachlabor der Stadt eingerichtet.

### Umzug und Ausbau
Da man abermals wachsenden Schülerzahlen gerecht werden musste und ein Erweiterungsbau nicht zu finanzieren war, zog die Schule am 7. September 1967 in die Schulanlage in der Merseburger Straße 4 im Stadtteil Schoppershof um und errichtete im Schulhaus am Lutherplatz 4 eine Filialschule, die am 1. Januar 1969 zur eigenständigen Adam-Kraft-Realschule ausgebaut wurde. Die immer noch anhaltende Raumnot führte 1972 sowie 1985 zum Einzug in Erweiterungsbauten auf dem Schoppershofer Gelände, obwohl man bereits im September 1979 mit dem Auszug der Grundschulklassen in die Bismarckschule vier Klassenzimmer zusätzlich nutzen konnte.

## Angebot
An der Veit-Stoß-Realschule werden die Ausbildungsrichtungen der Wahlpflichtfächergruppen I (mathematisch-naturwissenschaftlicher Zweig), II (wirtschaftlicher Zweig), IIIa (französischer Zweig) und IIIb (sozialer Zweig) angeboten. Außerdem wurde 1981 die 1956 gegründete Abendrealschule Nürnberg der Schule angegliedert sowie 1987 um Oberstufenlehrgänge ergänzt, sodass hier auch die vollständige Ablegung des Zweiten Bildungsweges möglich ist. Die Schule ist außerdem Teil des Netzwerks Schule ohne Rassismus – Schule mit Courage und pflegt des Weiteren mit dem Nürnberger Museum Bionicum eine enge Kooperation als außerschulischem Lernort für die MINT-Fächer.

## Bilder

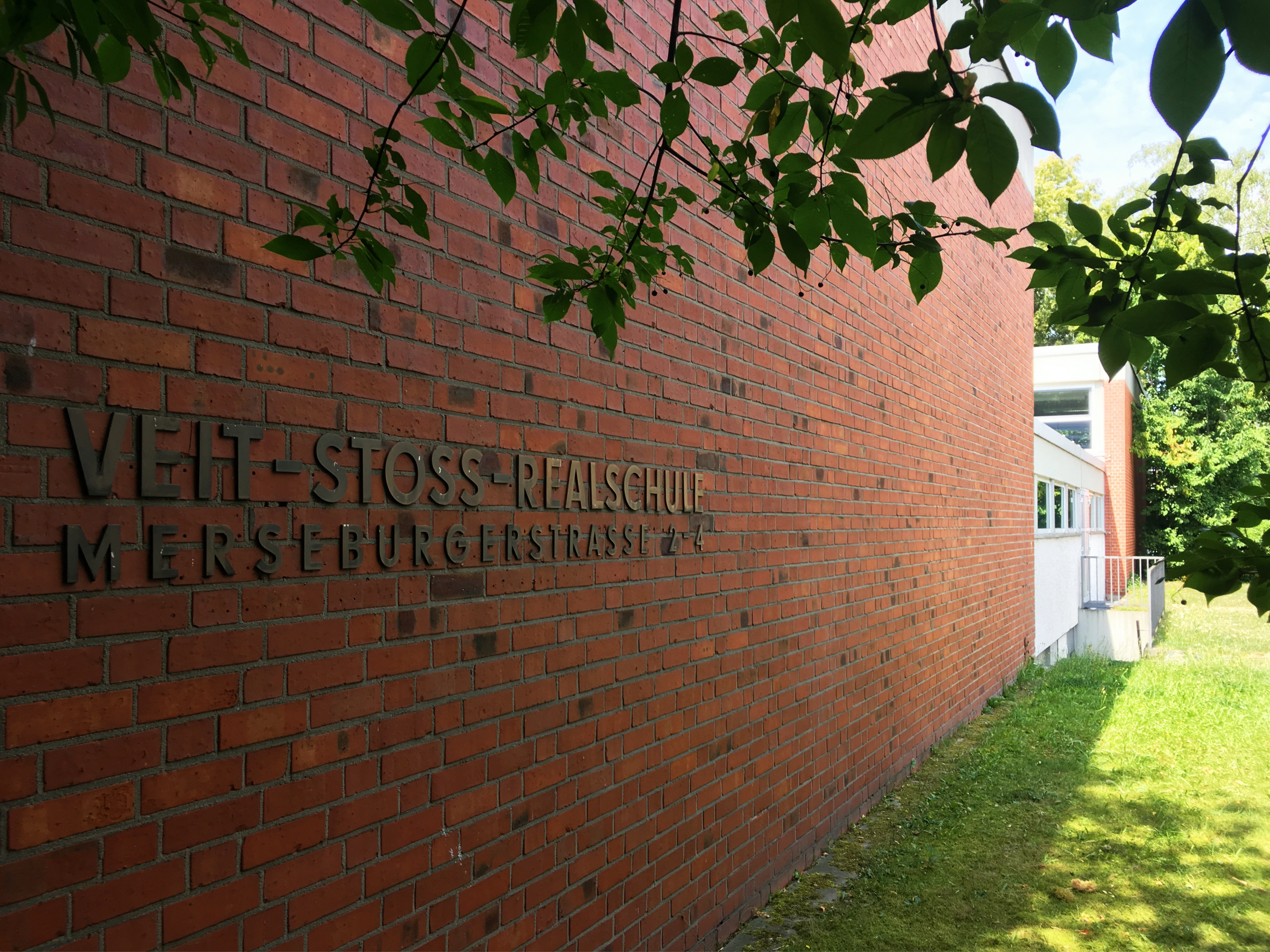
Fassade Merseburger Straße
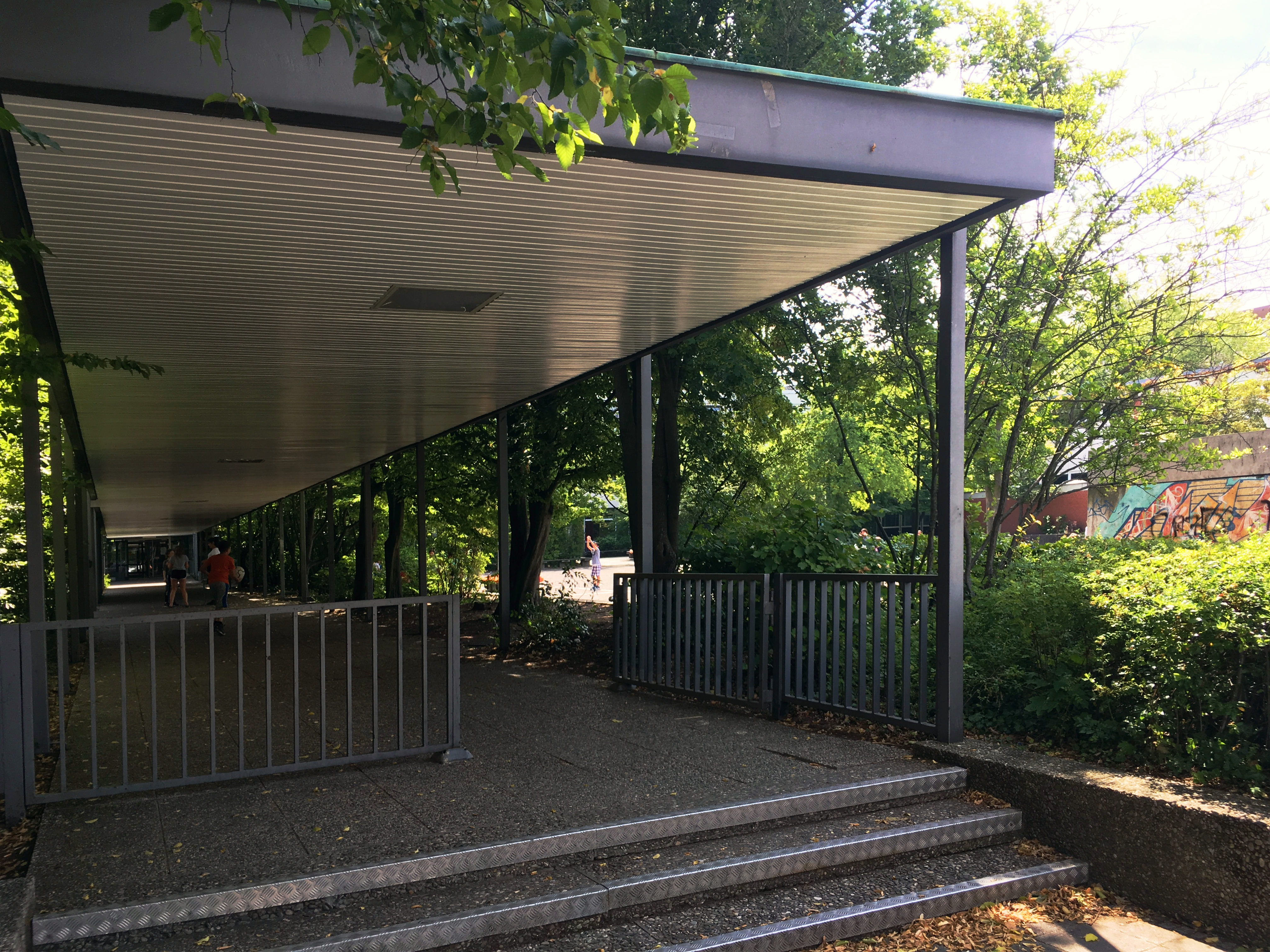
Eingang Elbinger Straße